# Yokose Yau

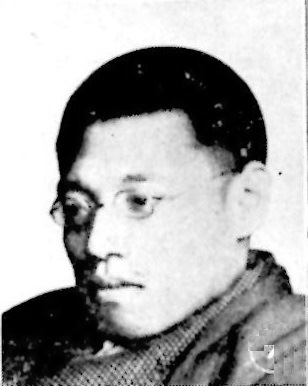
Yokose Yau

Yokose Yau (japanisch 横瀬 夜雨; geboren 1. Januar 1878 in Taihō (Präfektur Ibaraki); gestorben 14. Februar 1934) war ein japanischer Poet und Schriftsteller.

## Leben und Wirken

### Leben
Yokose Yau wurde als zweiter Sohn der im Ort angesehenen Familie Yokose geboren. Er erkrankte als Kind an einer Rückenmarksverletzung und litt an Rachitis. Nach dem Schulabschluss an der Grundschule widmete er sich zu Hause dem Selbststudium der Literatur und veröffentlichte ab 17 Beiträge im Literaturmagazin „Shōnen Bunko“ (少年文庫), später einfach „Bunko“ genannt. 1898 veröffentlichte er sein erstes repräsentatives Werk, verfasst im Volksliedstil, „O-Sai“ (お才). Er galt dann bald, zusammen mit Kawai Suimei (1874–1965) und Irako Seihaku (1877–1946), als einer der „Drei Dichter des Bunko“ („文庫“三詩人, „Bunko“ san shijin). 1907 beteiligte er sich an dem Verlag „Shisōsha“ (詩草社), der von Kawai geleitet wurde.
Yokose schrieb viele Gedichte, die tief mit der Natur und Geschichte von Tsukuba, wo er geboren wurde, verbunden sind. So wurde er auch bald „Dichter unter dem Tsukuba“ (筑波嶺詩人, Tsukuba-ne shijin) genannt. Er studierte auch klassische Quellen, wie das Man’yōshū, aber auch Min'yō (民謡), also Volkslieder, um sich für seine in Gedichte anregen zu lassen. 
1905 veröffentlichte Yokose seine zweite Gedichtsammlung „Hana mamori“, die ihn noch mehr als Dichter bekannt machte. Ab 1908 sorgte er für die Publikation moderner Gedichte in der literarischen Frauenzeitschrift „Yoshi bundan“ (女子文壇). Er leitet „Kimoku seisei“ (木もくせい星), eine Gedichtspalte in der Zeitung „Iharaki“ (いはらき) – heute „Ibaraki Shimbun“ (茨城新聞) – und förderte viele junge Dichter. Gleichzeitig eröffnete er zu Hause eine Nachhilfeschule, brachte der Jugend des Dorfes das Lernen bei und widmete sich  so der Förderung der Entwicklung der lokalen Kultur.
Yokose heirateten 1917, ihm wurden drei Töchtern geboren. Er starb 1934, nur ein Jahr nachdem seine geliebte älteste Tochter plötzlich gestorben war.
Yokoses Poesiestil basierte auf der Standardform von Sieben-fünf-sieben Silben. Sein Werk ist geprägt durch seine schwierige Lebenslage.

### Werk
Es gibt die Gedichtsammlungen
- „Yutsuki“ (夕月) – „Abendmond“,
- „Hanamori“ (花守) „Blumenwächter“,
- „Nijūhasshuku“ (二十八宿) – „Achtundzwanzig Stationen“,

die Liedersammlung
- „Shi no yorokobi“ (死のよろこび) – „Freude am Tod“,

und weitere, geschichtliche Texte 
- „Yau shū“ (夜雨集) – „Yau Sammlung“,
- „Meiji shonen no sesō“ (明治初年の世相) – „Gesellschaftliche Verhältnisse in der frühen Meiji-Zeit“,
- „Tengu Sawagi“ (天狗騒ぎ) – „Tenug-Aufruhr“ und
- „Daijōkan jidai“ (太政官時代) – „Die Zeit des Daijōkan“, also die Zeit der Regierung der frühen Meiji-Zeit.